# Dimitri Vegas & Like Mike
Dimitri Vegas & Like Mike (precedentemente Dnm) è un duo di musica elettronica formato nel 2007 dai fratelli belgi di origine greca Dimitri Thivaios (Dimitri Vegas) e Michael Carl Thivaios  (Like Mike). 
Nel 2015 e nel 2019 sono stati classificati come i DJs numero uno al mondo nella classifica Top 100 DJs della rivista DJ Magazine. Sono stati il primo dj duo (e gli unici dj provenienti dal Belgio) a raggiungere questo traguardo e ad entrare nella Top 3 nel 2014.
Nel 2016 smisero di produrre Smash The House Radio, lasciando agli ascoltatori, durante la calda estate un ultimo mix (Summer of Madness) nel quale esibivano alcuni dei loro più grandi successi. Ma soprattutto per la prima volta dopo anni di attesa caricarono sul Web a gran richiesta dei alcune tra le tracce e remix più inediti come l'intro del primo Bringing the Madness, che appunto portava il nome della serata stessa (Bringing Home the Madness), riprodotte anch'esse nel breve mix.
Nel 2016 sfondarono nel mercato finanziario della musica EDM vendendo in 60 minuti più di 60'000 biglietti per le due serate 16 e 17 dicembre 2016 del Bringing The Madness. 
Durante il B.T.M.Reflections presentarono in anteprima mondiale la traccia con Hardwell "Unity", che venne pubblicata qualche mese più tardi.

## Storia del gruppo
Dimitri Vegas, nato il 16 maggio 1982, ha iniziato la sua carriera da DJ all'età di 14 anni. Nei suoi primi anni di attività si è esibito in piccole discoteche ed è stato DJ resident per la radio BeatFM. Nel 1999 ha lasciato il Belgio e ha iniziato a girare l'Europa, vivendo prima a Maiorca in Spagna, poi in Calcidica (Grecia) e infine a Ibiza dal 2003, dove è stato resident di importanti discoteche come il Privilege e lo Space.
Dopo essersi stabilito nelle Isole Canarie, ha fatto tappa a Zante, dove nel 2006 è stato resident dell'Amnesia e del The End. Nell'autunno dello stesso anno è tornato in Belgio per lavorare con il fratello, Like Mike, realizzando il loro pezzo d'esordio Cocaine / Eivissa 2007, uscito nel 2007. Due anni dopo, il loro remix Work That Body ha catturato l'attenzione del DJ Axwell, che ha affidato loro un remix di Rotterdam City of Love di Abel Ramos per la sua casa discografica Axtone.
Nel 2010 hanno fatto la loro prima apparizione a Tomorrowland realizzando anche l'inno dell'evento, Tomorrow (Give into the Night), con Dada Life e Tara McDonald, pubblicato dalla loro etichetta Smash The House. Nel 2011 Dimitri Vegas e Like Mike sono stati richiamati per realizzare l'inno dell'evento, The Way We See The World, ma questa volta con Afrojack e le sorelle Nervo. Per l'edizione del 2012 hanno realizzato il singolo Tomorrow Changed Today, mentre per l'anno seguente CHATTAHOOCHEE, balzato in cima alla classifica Beatport in meno di tre giorni.
Nel 2013 si posizionano al 6º posto nella Top 100 Djs di Dj Mag salendo di 32 posizioni rispetto all'anno precedente; questo balzo è dovuto al grande successo ottenuto grazie a Tomorrowland 2013 e alle varie produzioni che hanno riscontrato una buona critica dai fan. Il 18 ottobre 2014 durante l'evento Amsterdam Music Festival viene aggiornata la classifica annuale secondo l'autorevole rivista DJ Mag che li catapulta al 2º posto facendoli avanzare di ulteriori 4 posizioni rispetto al 2013.
Nel 2015 pubblicano "The Tales Of Tomorrow" collaborazione con il produttore discografico olandese Fedde Le Grand e il cantante Julian Peretta, "Louder" con il duo italiano VINAI, "The Hum" (conosciuta come Wolf o The Wolf) con Ummet Ozcan ed infine Higher Place con Ne-Yo e si posizionano per la prima volta al 1º posto nella Top 100 Djs di Dj Mag salendo di una posizione rispetto all'anno precedente e posizionandosi sopra Hardwell dominatore negli ultimi due anni della classifica. A febbraio del 2016 pubblicano Arcade con il duo olandese W&W mentre a marzo editano "Cafè del Mar" di MATTN & Futuristic Polar Bears e collaborano con Redfoo pubblicando "Meet Her At Tomorrow".
Il 20 ottobre 2016 ricevono il premio nella categoria "Miglior Gruppo" al Top 100 DJs Award, che si è svolto nell'ambito dell'Amsterdam Music Festival.

## Discografia

### Singoli
| Titolo                                                               | Anno | Classifiche | Classifiche | Classifiche | Classifiche | Classifiche | Classifiche | Album di provenienza |
| Titolo                                                               | Anno | NL          | GER         | BEL (WA)    | BEL (FL)    | FRA         | SWI         | Album di provenienza |
| -------------------------------------------------------------------- | ---- | ----------- | ----------- | ----------- | ----------- | ----------- | ----------- | -------------------- |
| "Liquid Skies" (as DMN featuring Jade)                               | 2009 | 25          | —           | —           | —           | —           | —           | Non-album singles    |
| "Under the Water"                                                    | 2009 | 19          | —           | —           | —           | —           | —           | Non-album singles    |
| "Tomorrow (Give Into The Night)" (with Dada Life and Tara McDonald)  | 2010 | 16          | —           | —           | —           | —           | —           | Non-album singles    |
| "The Way We See The World" (with Afrojack and NERVO)                 | 2011 | 34          | —           | —           | —           | —           | —           | Non-album singles    |
| "Momentum" (with Regi)                                               | 2012 | 7           | —           | —           | —           | —           | —           | Non-album singles    |
| "Tomorrow Changed Today" (with The WAV.s featuring Kelis)            | 2012 | 20          | —           | —           | —           | —           | —           | Non-album singles    |
| "Madness" (with Coone featuring Lil Jon)                             | 2013 | 35          | —           | —           | —           | —           | —           | Non-album singles    |
| "Wakanda"                                                            | 2013 | 27          | —           | —           | —           | —           | —           | Non-album singles    |
| "Mammoth" (with Moguai)                                              | 2013 | 44          | —           | 193         | 90          | 89          | —           | Non-album singles    |
| "Chattahoochee"                                                      | 2013 | 2           | —           | —           | —           | —           | —           | Non-album singles    |
| "Project T" (vs. Sander van Doorn)                                   | 2013 | 29          | 39          | —           | 33          | —           | 21          | Non-album singles    |
| "Find Tomorrow (Ocarina)" (featuring Wolfpack and Katy B)            | 2013 | 2           | —           | —           | —           | —           | —           | Non-album singles    |
| "G.I.P.S.Y" (featuring Boostedkids)                                  | 2013 | 19          | —           | 18          | —           | —           | —           | Non-album singles    |
| "Stampede" (vs. DVBBS and Borgeous)                                  | 2013 | 30          | —           | 129         | —           | —           | —           | Non-album singles    |
| "Tremor" (with Martin Garrix)                                        | 2014 | 3           | 55          | 116         | —           | 44          | —           | Gold Skies           |
| "Eparrei" (with Diplo and Fatboy Slim ft. Bonde do Rolê and Pin)     | 2014 | 5           | —           | —           | —           | —           | —           | Non-album singles    |
| "Waves" (vs. W&W)                                                    | 2014 | 7           | —           | —           | —           | —           | —           | Non-album singles    |
| "Body Talk (Mammoth)" (with Moguai featuring Julian Perretta)        | 2014 | 2           | —           | 106         | —           | —           | —           | Non-album singles    |
| "Nova" (vs. Tujamo and Felguk)                                       | 2014 | 2           | —           | —           | —           | —           | —           | Non-album singles    |
| "Tales of Tomorrow" (vs. Fedde le Grand featuring Julian Perretta)   | 2015 | 2           | 64          | —           | —           | —           | —           | Non-album singles    |
| "Louder" (with VINAI)                                                | 2015 | 42          | —           | —           | —           | —           | —           | Non-album singles    |
| "The Hum" (vs. Ummet Ozcan)                                          | 2015 | 1           | —           | 60          | —           | —           | —           | Non-album singles    |
| "Higher Place" (featuring Ne-Yo)                                     | 2015 | 1           | —           | 131         | —           | —           | —           | Non-album singles    |
| "Arcade" (vs. W&W)                                                   | 2016 | 37          | —           | 97          | —           | —           | —           | Non-album singles    |
| "Meet Her At Tomorrow" (vs. Redfoo)                                  | 2016 | —           | —           | —           | —           | —           | —           | Party Rock Mansion   |
| "Melody" (with Steve Aoki vs. Ummet Ozcan)                           | 2016 | 12          | —           | —           | —           | —           | —           | Non-album singles    |
| "Stay a While"                                                       | 2016 | 3           | —           | —           | —           | —           | —           | Non-album singles    |
| "Hands up" (vs. NLW)                                                 | 2016 | —           | —           | —           | —           | —           | —           | Sound of Madness     |
| "Million" (vs. Brennan Heart)                                        | 2016 | —           | —           | —           | —           | —           | —           | Sound of Madness     |
| "The Island"                                                         | 2016 | —           | —           | —           | —           | —           | —           | Sound of Madness     |
| "Bringing home the madness"                                          | 2016 | —           | —           | —           | —           | —           | —           | Sound of Madness     |
| "Roads" (vs. Deniz Koyu)                                             | 2016 | —           | —           | —           | —           | —           | —           | Sound of Madness     |
| "Meet Her at Tomorrowland" (ft. Da Hool)                             | 2016 | —           | —           | —           | —           | —           | —           | Sound of Madness     |
| "Jaguar" (vs. Ummet Ozcan)                                           | 2016 | —           | —           | —           | —           | —           | —           | Sound of Madness     |
| "Leaves"                                                             | 2016 | —           | —           | —           | —           | —           | —           | Sound of Madness     |
| "Roads (Classic Mix)" (vs. Deniz Koyu)                               | 2016 | —           | —           | —           | —           | —           | —           | Sound of Madness     |
| "Insanity" (vs. Blasterjaxx)                                         | 2016 | —           | —           | —           | —           | —           | —           | Sound of Madness     |
| "Haunted House Of Madness" (vs. ANGEMI)                              | 2016 | —           | —           | —           | —           | —           | —           | Sound of Madness     |
| "Hey Baby" (vs. Diplo ft. Deb's Daughter)                            | 2016 | —           | —           | —           | —           | —           | —           | Non-album singles    |
| "Hey Baby" (vs. Diplo ft. Deb's Daughter and Kid Ink)                | 2017 | —           | —           | —           | —           | —           | —           | Non-album singles    |
| "He's A Pirate" (vs. Hans Zimmer)                                    | 2017 | —           | —           | —           | —           | —           | —           | Non-album singles    |
| "Ready For Action"                                                   | 2017 | —           | —           | —           | —           | —           | —           | Non-album singles    |
| "Complicated" (vs. David Guetta ft. Kiiara)                          | 2017 | —           | —           | —           | —           | —           | —           | Non-album singles    |
| "Crowd Control" (vs. W&W)                                            | 2017 | —           | —           | —           | —           | —           | —           | Non-album singles    |
| "We Are Legend" (vs. Steve Aoki ft. Abigail Breslin)                 | 2017 | —           | —           | —           | —           | —           | —           | Non-album singles    |
| "Slow Down" (with Quintino ft. Ronnie Flex, Boef, Ali B, I Am Aisha) | 2018 | —           | —           | —           | —           | —           | —           | Non-album singles    |
| "Patser Bounce" (vs. Quintino)                                       | 2018 | —           | —           | —           | —           | —           | —           | Non-album singles    |
| "The House Of House" (vs. Vini Vici & Cherry Moon Trax)              | 2018 | —           | —           | —           | —           | —           | —           | Non-album singles    |
| "All I Need" (ft. Gucci Mane)                                        | 2018 | —           | —           | —           | —           | —           | —           | Non-album singles    |
| "When I Grow Up" (ft. Wiz Khalifa)                                   | 2018 | —           | —           | —           | —           | —           | —           | Non-album singles    |
| "Unity" (with Hardwell)                                              | 2018 | —           | —           | —           | —           | —           | —           | Summer of Madness    |
| "Here We Go (Hey Boy, Hey Girl)" (vs. Nicky Romero)                  | 2018 | —           | —           | —           | —           | —           | —           | Summer of Madness    |
| "OPA" (vs. KSHMR)                                                    | 2018 | —           | —           | —           | —           | —           | —           | Summer of Madness    |
| "Arcade Mammoth" (with Moguai vs. W&W)                               | 2018 | —           | —           | —           | —           | —           | —           | Summer of Madness    |
| "The Jungle" (with Bassjackers)                                      | 2018 | —           | —           | —           | —           | —           | —           | Summer of Madness    |
| "Bounce" (vs. Julian Banks & Bassjackers ft. Snoop Dogg)             | 2018 | —           | —           | —           | —           | —           | —           | Non-album singles    |
| "Repeat After Me" (with Armin Van Buuren & W&W)                      | 2019 | —           | —           | —           | —           | —           | —           | Non-album singles    |
| "Daar Gaat Ze" (with Frenna)                                         | 2019 | —           | —           | —           | —           | —           | —           | Non-album singles    |
| "Selfish" (with Era Istrefi)                                         | 2019 | —           | —           | —           | —           | —           | —           | Non-album singles    |
| "You're Next (Mortal Kombat Anthem)" (vs. Bassjackers)               | 2019 | —           | —           | —           | —           | —           | —           | Non-album singles    |
| "BFA (Best Friends Ass)" (ft. Paris Hilton)                          | 2019 | —           | —           | —           | —           | —           | —           | Non-album singles    |
| "Untz Untz" (vs. Vini Vici vs. Liquid Soul)                          | 2019 | —           | —           | —           | —           | —           | —           | Non-album singles    |
| "BOOMSHAKALAKA" (ft. Emilia, Camilo e Sebastian Yatra)               | 2019 |             |             |             |             |             |             |                      |

- 2020: Clap Your Hands (con W&W e Fedde Le Grand)
- 2020: Get In Trouble (con Vini Vici)
- 2020: Say My Name (con Regard)
- 2020: Do It! (con Azteck feat. Kim Loaiza)
- 2020: Bonzai Channel One (con Bassjackers & Crossnaders)
- 2020: Santa Claus Is Coming To Town (con R3hab)

### Remix / Edit
2020
- Da Boy Tommy - Candyman (Dimitri Vegas & Like Mike, W&W, Ummet Ozcan Remix)

2019
- Dimitri Vegas & Like Mike ft. Era Istrefi - Selfish (Dimitri Vegas & Like Mike & Brennan Heart VIP Remix)
- Younotus & Senex - Narcotic (Dimitri Vegas & Like Mike vs Ummet Ozcan Remix)

2018
- Dimitri Vegas & Like Mike ft. Wiz Khalifa - When I Grow Up (Dimitri Vegas & Like Mike X HIDDN Remix)
- Dimitri Vegas & Like Mike vs. W&W - Crowd Control (3 Are Legend Remix) [Summer of Madness]
- Dimitri Vegas & Like Mike ft. Wiz Khalifa - When I Grow Up (Dimitri Vegas & Like Mike vs. Brennan Heart Remix) [Summer of Madness]
- Dimitri Vegas & Like Mike ft. Gucci Mane - All I Need (Dimitri Vegas & Like Mike & Bassjackers VIP Mix) [Summer of Madness]

2017
- Robin Schulz - I Believe I'm Fine (Dimitri Vegas & Like Mike Remix)
- MAD M.A.C. vs Jamis - Renegade Master (Dimitri Vegas & Like Mike Edit)
- The Chainsmokers & Coldplay - Something Just Like This (Dimitri Vegas & Like Mike Remix)
- Bassjackers vs D'Angello & Francis - All Aboard (Dimitri Vegas & Like Mike Edit)
- Lost Frequencies - What Is Love 2016 (Dimitri Vegas & Like Mike Remix)

2016
- Dimitri Vegas & Like Mike vs. Diplo ft. Deb's Daughter - Hey Baby (Dimitri Vegas & Like Mike Tomorrowland Remix)
- Major Lazer & DJ Snake feat. MØ - Lean On (Dimitri Vegas & Like Mike Remix) [Sound of Madness]
- The Weeknd - The Hills (Dimitri Vegas & Like Mike Remix) [Sound of Madness]
- MATTN & Futuristic Polar Bears - Cafè Del Mar 2016 (Dimitri Vegas & Like Mike Edit)
- MATTN & Futuristic Polar Bears (ft. Roland Clark) - Cafè Del Mar 2016 (Dimitri Vegas & Like Mike vs Klaas Edit)
- Bassjackers- F*UCK (Dimitri Vegas & Like Mike Edit)
- Wolfpack vs Avancada - Go! (Dimitri Vegas & Like Mike Remix)

2015
- Felix - Don't You Want Me (Dimitri Vegas & Like Mike Remix)
- Armin van Buuren ft. Kensington - Heading Up High (Dimitri Vegas & Like Mike vs. Boostedkids Remix)

2014
- Steve Aoki feat. will.i.am - Born To Get Wild (Dimitri Vegas & Like Mike & Boostedkids Remix)
- Cherry Cherry Boom Boom - A Little Bit Love (Can Last For Life) (Dimitri Vegas & Like Mike Remix)
- Perfume – Spending All My Time (Dimitri Vegas & Like Mike Remix)
- Redfoo - Let's Get Ridiculous (Dimitri Vegas & Like Mike ft. Boostedkids Remix)
- Sick Individuals & Axwell – I Am (Dimitri Vegas & Like Mike vs Wolfpack & Boostedkids Remix)

2013
- Fatboy Slim - Eat Sleep Rave Repeat (Dimitri Vegas & Like Mike & Ummet Ozcan Tomorrowland Remix)
- Alex Hide - Get Away (Dimitri Vegas & Like Mike Remix)
- Major Lazer – Watch Out for This (Dimitri Vegas & Like Mike Tomorrowland Remix)
- Laidback Luke & Martin Solveig - Blow (Dimitri Vegas & Like Mike Tomorrowland Mix)
- Dimitri Vegas & Like Mike - Tomorrow Changed Today (Tomorrowland 2012 Anthem) (Dimitri Vegas & Like Mike & Yves V Mainstage Edit)
- Natalie Yura – Scream for Love
- Dimitri Vegas & Like Mike – Wakanda (Oh Snap! Vs. Dimitri Vegas & Like Mike Remix)
- Ferry Corsten – Rock Your Body Rock (Dimitri Vegas & Like Mike Mainstage Remix)
- Wolfpack con CoCo Star – Miracle (Dimitri Vegas & Like Mike Remix)

2012
- D Note – Shed My Skin (Dimitri Vegas & Like Mike featuring Yves V Remix)

2011
- Lady Gaga – Marry the Night
- Swedish House Mafia e John Martin - Save The World (Dimitri Vegas & Like Mike vs. Angger Dimas Tomorrowland Mix)
- Benny Benassi con Gary Go – Close to Me
- Pedro Henriques con Giuseppe Viola – Spread The Love
- Erick Morillo con Audio Bullys – Break Down the Doors
- Jennifer Lopez con Pitbull – Papi
- LMFAO con Natalia Kills – Champagne Showers (Dimitri Vegas & Like Mike Remix)
- FTW – Got to Go (Dimitri Vegas Vocal Remix)
- Promise Land & Cozi – Heaven
- David Tort con Gosha – One Look (Axwell vs. Dimitri Vegas & Like Mike Remix)

2010
- Cosmic Gate – Fire Wire
- Tiësto con Nelly Furtado – Who Wants to Be Alone
- Bob Sinclar featuring Sean Paul – Tik Tok
- Sash! con Jessy – All Is Love
- Regi con Kaya Jones – Take It Off
- Benny Benassi pres. The Bizz – Satisfaction 2010
- Florence + the Machine – You've Got the Love (Dimitri Vegas, Like Mike & Yves V Mix)
- Max Vangeli con Max C – Look Into Your Heart
- Spencer & Hill – Who Knows
- Nino Anthony & Mr. Eyes – Please Release Me
- Basto! – Your Fire
- Ben Lb – Lala Li Lala
- Provenzano con Andy P – Side By Side
- Dani L. Mebius & Billy the Kit – Work This Pussy
- Dada Life – Love Vibrations
- Tommy Trash con Rebecca Kneen – Stay Close
- John Dahlbäck con Andy P – Love Inside
- DJ Prinz & Maks – Elektrik Kiss
- 2 Dirty con Vika Kova – In The Army Now
- Super Beez – You're No Good For Me

2009
- Gossip – Heavy Cross (Dimitri Vegas & Like Mike Open Air Mix)
- Tim Berg – Alcoholic (Dimitri Vegas & Like Mike Twelve Step Remix)
- Timati con Snoop Dogg – Groove On
- Regi & Tyler – Loaded Gun
- Dave Lambert & Housetrap – S-Vibes (What is Love?)
- Celeda – The Underground
- Lissat & Voltaxx con Betty Bizarre – The Music and Me
- Axwell, Ingrosso, Angello & Laidback Luke con Deborah Cox – Leave the World Behind (Dimitri Vegas & Like Mike vs SHM Dark Forest Edit)
- Katerine – Treat Me Like A Lady
- Dave Lambert & Housetrap featuring Liam South – Music for Peace
- Javi Muñoz – Power Ranger Groove
- D.O.N.S. – Earth Song
- 2 Dirty – Schnitzel
- Albin Myers – Times Like These
- Sir-G vs. DJ Sake – 2 Spirits
- Sir-G vs. DJ Sake – Always Been Real
- DJ Rebel – U Got to Know
- Mobnoiz – Bounce
- DJ Yoeri – Fuck On Cocaine 2009
- Offer Nissim con Maya – Hook Up
- Silverene – Perfect Timing
- Stephan Luke – Threshold
- DiMaro & Shurakano – Lift Ya Handz Up
- Druk con Angie Brown – Find Me Love (DNM Remix)
- Pedro Mercado & Karada – Something Phat
- Philip Jensen – Dubai

2008
- David Tort – Acid (Lost In Acid Dimitri Vegas & Like Mike Microdot Mix)
- P.J. Master con madaMKey – Treasure Island
- Abel Ramos & Miss Melody – Rotterdam City of Love
- Jorge Jaramillo con Shawnee Taylor – Till I Feel Ok
- TerraPlastik – All Night
- TerraPlastik – 100%
- M.O.D.E. – Lost
- Dave Lambert & Housetrap – Work That Body
- Noisefreak – Push It!
- Push – Universal Nation